# Könizer Aufstand
Der Könizer Aufstand (oder auch Kirchweih von Köniz) fand am 26. Juni 1513 statt und richtete sich gegen die französische Einflussnahme auf den Kleinen Rat der Stadt Bern.
Am 26. Juni 1513 fand in Köniz die Weihe einer Kirche statt. In der Festgemeinde befanden sich viele Berner Reisläufer, die an der Schlacht bei Novara am 6. Juni 1513 auf der Seite Frankreichs teilgenommen hatten. In der Menschenmenge wurden Gerüchte laut, wonach Mitglieder des Kleinen Rats heimlich französische Pensionen erhielten. 300 bewaffnete junge Männer zogen daraufhin Richtung Bern und drangen in die Stadt ein. Sie bedrängten den Altschultheiss Wilhelm von Diesbach, dem es aber in der Nacht durch Zugeständnisse gelang, die Aufständischen zu beruhigen.
Am nächsten Tag weitete sich jedoch der Aufstand auf andere Gemeinden um Bern aus. Schultheiss Jakob von Wattenwyl rief die Bürger der Stadt Bern zu den Waffen und liess die Stadttore besetzen. Man sah sich jedoch ausserstande die Lage selbst zu beruhigen, da sich aufständische Bauern bereits in Wabern versammelt hatten und rief deshalb die verbündeten Eidgenossen zu Hilfe.
Am 2. Juli 1513 kam es zum Abschied zu Köniz. Der Stadtschreiber von Bern verkündete der versammelten Menge die Namen jener, die französische Gelder erhalten hatten. An erster Stelle stand Wilhelm von Diesbach, der Anführer der Franzosenpartei. Es kam zu Geldstrafen, Rückzahlungen von erhaltenen Pensionen und sogar zu einigen Todesstrafen. Ausserdem sicherte die Stadt zu, dass Personen, die französische Pensionen erhielten, sowie einige Söldnerführer bestraft würden. Hingegen wurden allen Aufständischen Straffreiheit angeboten.
Am 28. Juli 1513 wurde der Könizbrief verfasst. In diesem räumte die Stadt Bern der Landschaft ein Mitbestimmungsrecht bei zukünftigen Bündnissen mit ausländischen Mächten mittels Ämterbefragung ein. Auch wurden die Freiheitsbriefe der Landgemeinden erneuert.